# Michèle Flournoy

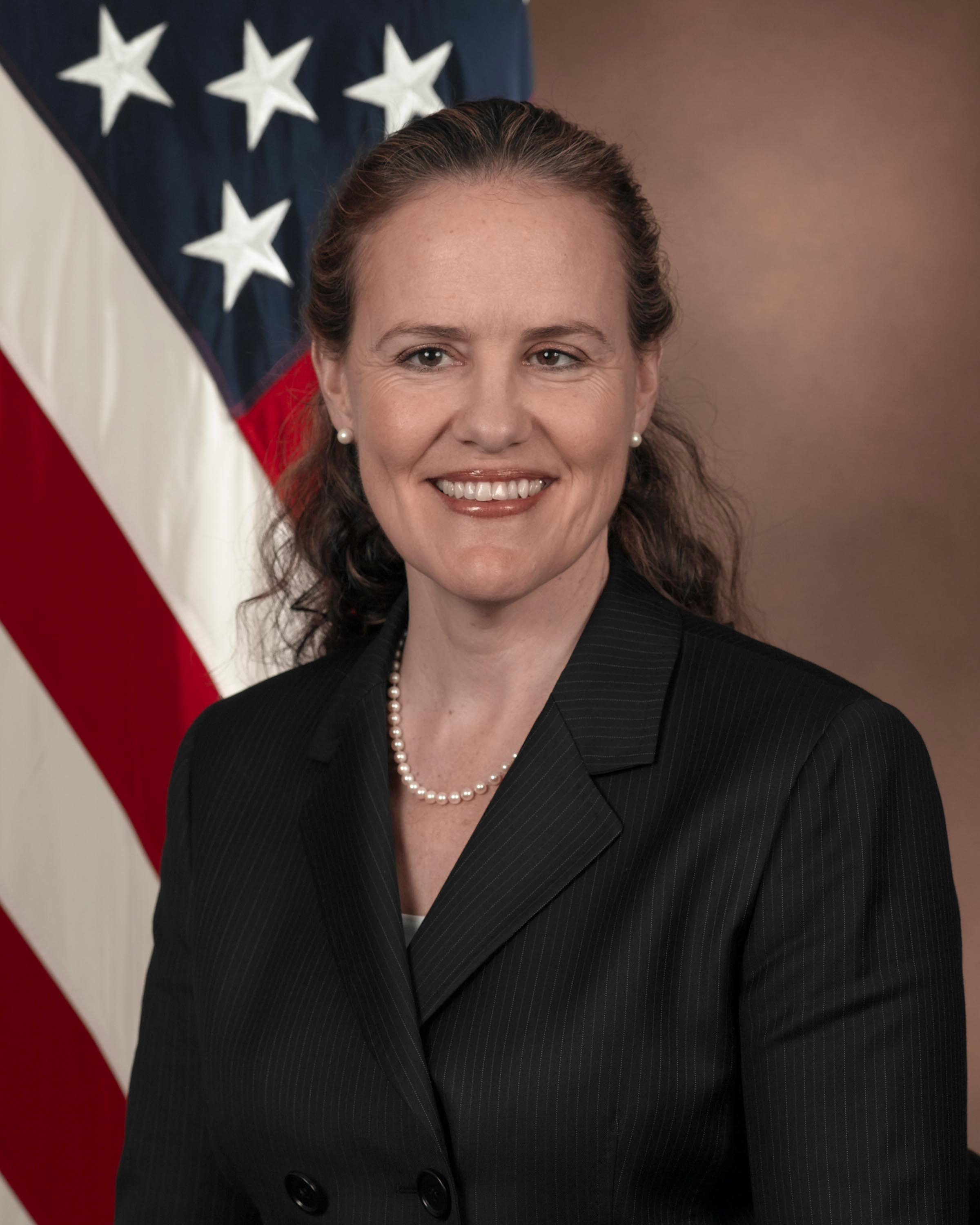
Michèle Flournoy, 2009

Michèle Angélique Flournoy (* 14. Dezember 1960) ist eine amerikanische Regierungsbeamtin, die unter Präsident Bill Clinton als stellvertretende Verteidigungsministerin für Strategie und unter Präsident Barack Obama als stellvertretende Verteidigungsministerin für Politik tätig war und von Februar 2009 bis Februar 2012 als Hauptberaterin der Vereinigten Staaten unter den Verteidigungsministern Robert Gates und Leon Panetta fungierte. Während ihrer Amtszeit in der Clinton-Administration war Flournoy die Hauptautorin der Quadrennial Defense Review (QDR) vom Mai 1997, die den einseitigen Einsatz militärischer Macht zur Verteidigung der US-Interessen befürwortete.
Während ihres Dienstes in der Obama-Regierung formulierte Flournoy die Politik der Regierung zur Aufstandsbekämpfung in Afghanistan und half, Präsident Obama davon zu überzeugen, militärisch in Libyen einzugreifen. Als der US-Senat am 9. Februar 2009 ihre Nominierung bestätigte, war sie die ranghöchste Frau im Pentagon in der Geschichte der Abteilung.
2007 war Flournoy Mitgründerin des Center for a New American Security, einer gemeinnützigen Denkfabrik in Washington, D.C., die sich auf nationale Sicherheitsfragen in den USA spezialisiert hat. Nach dem Verlassen des Weißen Hauses von Obama trat Flournoy als leitende Beraterin der Boston Consulting Group bei und überwachte die Entwicklung von Militärverträgen in Höhe von 32 Millionen US-Dollar. 2018 trat sie dem Vorstand von Booz Allen Hamilton bei, einem börsennotierten Beratungsunternehmen mit militärischen Verträgen und Fachwissen im Bereich Cybersicherheit.
Gemeinsam mit Antony Blinken gründete sie 2018 WestExec Advisors, eine Firma für global-strategische Beratung. Sie ist Senior Fellow am Belfer Center for Science and International Affairs in Harvard.